# Педоново
Педо́ново (рос. Педоново) — присілок в Глазовському районі Удмуртії, Росія.

## Населення
Населення — 87 осіб (2010; 110 в 2002).
Національний склад станом на 2002 рік:
- удмурти — 60 %
- росіяни — 31 %

## Урбаноніми[3]
- вулиці — Молодіжна, Парзинська, Польова, Соснова, Юкаменська